# Sorokinskij rajon
Il Sorokinskij rajon (in russo Сорокинский район?) è un rajon dell'Oblast' di Tjumen', nella Russia asiatica.